# PlayStation Now
PlayStation Now (anciennement Gaikai) est un service de jeu à la demande permettant aux utilisateurs de jouer à des jeux vidéo par l’intermédiaire d’un abonnement. Le service exploite le Cloud gaming et diffuse en continu le contenu au client une fois tous les calculs effectués sur le serveur. Il est aussi possible de télécharger les jeux compatibles à partir du 21 septembre 2018 pour y jouer hors ligne. 
Le service compte 3,2 millions d'abonnés au 31 mars 2021. Il est fusionné au PlayStation Plus en mai-juin 2022.

## Histoire

### Gaikai
Gaikai (外海 , lit. "open sea", c'est-à-dire un vaste espace extérieur) est fondée en 2008. Gaikai est initialement financé par Intel Capital, Limelight Networks, Rustic Canyon Partners, Benchmark Capital, TriplePoint Capital, NEA et Qualcomm. Gaikai avait été annoncé à la Game Developers Conference 2009 par David Perry.

### Acquisition par Sony et transformation en PlayStation Now
Sony Computer Entertainment annonce le rachat de Gaikai le 2 juillet 2012 pour un montant de 380 millions de dollars (environ 301 millions d’euros). Gaikai est ensuite renommé PlayStation Now, aussi appelé PS Now,,.  
Le 20 février 2013, Gaikai a été annoncé pour développer la prochaine génération de jeux à distance, des jeux en streaming de la PlayStation 4 à la PlayStation Vita. Le jeu à distance entre la PS Vita et la PS4 a été lancé avec la PS4 en novembre 2013. 
PlayStation Now a été annoncé le 7 janvier 2014 au Consumer Electronics Show 2014. Au CES, Sony a présenté des démonstrations de The Last of Us, de God of War: Ascension, Puppeteer et de Beyond: Two Souls, jouables sur PS Now sur les téléviseurs Bravia et PlayStation Vita. La bêta fermée a commencé aux États-Unis le 28 janvier avec la PS3 et le 19 mai a été étendue à la PS4.
Pour mettre en œuvre le service, Sony a créé une carte mère unique équivalente à 8 consoles PS3 dans un rack de serveur afin de permettre aux jeux de fonctionner, contrairement à l’émulation logicielle, en raison de la complexité de l’architecture.
Lors du Consumer Electronics Show de janvier 2014, Sony a annoncé le service de streaming de jeux PlayStation Now (PS Now), optimisé par la technologie de Gaikai. Le service a été initialement discuté en février 2013, lorsqu'il a été révélé que les titres PlayStation, PlayStation 2 et PlayStation 3 seraient rendus disponibles pour la prochaine console PlayStation 4 de Sony via un nouveau service de jeu en cloud. À l'E3 2013, Sony avait annoncé que le nouveau service de streaming de jeux serait lancé en 2014. Au CES, il a été révélé qu'en plus des plates-formes PlayStation (systèmes PS4 et PS3, suivis de PS Vita), PlayStation Now arriverait à la plupart des modèles américains 2014 du téléviseur BRAVIA de Sony. 
PlayStation Now est lancé en version bêta ouverte aux États-Unis et au Canada sur PS4 le 31 juillet 2014, sur PS3 le 18 septembre 2014, sur PS Vita et sur PlayStation TV le 14 octobre 2014, avec prise en charge ultérieure de certains téléviseurs Bravia 2014 dans l'année. Lors de la Gamescom 2014, SCE a annoncé que PS Now arriverait en Europe en 2015, le Royaume-Uni devenant ainsi le premier pays européen à accéder au service. Le 24 décembre 2014, Sony a annoncé que PlayStation Now s'étendrait aux autres marques électroniques.
Fin 2014, Share Play a été lancé, permettant aux utilisateurs de jouer avec un ami comme si vous étiez dans la même pièce. Ce système permet aux utilisateurs de jouer comme ils regardaient le même écran à distance, et même de donner virtuellement le contrôleur à leurs amis.
Lors du CES 2015, Sony a confirmé que PlayStation Now arriverait en Amérique du Nord sur PS4 le 13 janvier 2015, en sortie complète. Le 7 mars 2015, il a été révélé que PlayStation Now était accessible en Europe. Les invitations officielles à la bêta pour l'Europe ont commencé à être envoyées aux propriétaires de la PS4, le 15 avril 2015. Le service est ensuite proposé dans le courant de l'année 2015 sur PlayStation 3 et certaines télévisions, puis sur PlayStation Vita.
Le 17 février 2017, Sony a annoncé qu'ils arrêteraient PlayStation Now sur PlayStation 3, PlayStation Vita, PlayStation TV, les téléviseurs Sony Bravia (modélisés entre 2013-2015), les lecteurs Blu-ray Sony et tous les téléviseurs Samsung au 15 août 2017.
Le 23 janvier 2019, Sony a annoncé que le service serait lancé en Espagne, en Italie, au Portugal, en Norvège, au Danemark, en Finlande et en Suède plus tard dans l'année. Une version bêta pour ces pays a été lancée au début de février et le service complet a été lancé le 12 mars 2019.
En octobre 2019, le service comptait 1 million d’abonnés.
Le service est disponible au lancement de la PlayStation 5, le 19 novembre 2020 en Europe.
Autrefois limitée à une définition d'écran (résolution) maximale de 720p, Sony annonce en 2021 le déploiement de la 1080p pour les jeux compatibles sur le service.     
À l’ajout des nouveaux jeux de juillet 2021, PlayStation annonce que Red Dead Redemption II est uniquement jouable via la fonction téléchargement et non streaming, ce qui est une première depuis l’existence du service.

### Fusion avec le PlayStation Plus
Le 29 mars 2022, Sony annonce son intention de combiner PlayStation Now et PlayStation Plus dans un nouveau service d'abonnement afin de concurrencer le Xbox Game Pass de Microsoft. Le service, disponible en mai et juin 2022, comprend alors trois plans d'abonnement, à savoir PlayStation Plus Essential, PlayStation Plus Extra et PlayStation Plus Premium.